# 林董
林 董（はやし ただす、1850年4月11日〈嘉永3年2月29日〉 - 1913年〈大正2年〉7月10日）は、江戸時代末期（幕末）の幕臣、明治時代の日本の外交官、政治家。伯爵。蘭方医佐藤泰然の五男で初代陸軍軍医総監・男爵の松本良順は実兄。幼名は信五郎、名は董三郎（とうさぶろう）とも。変名、佐藤 東三郎（さとう とうさぶろう）。

## 生涯

### 外国留学・箱館戦争に加わる

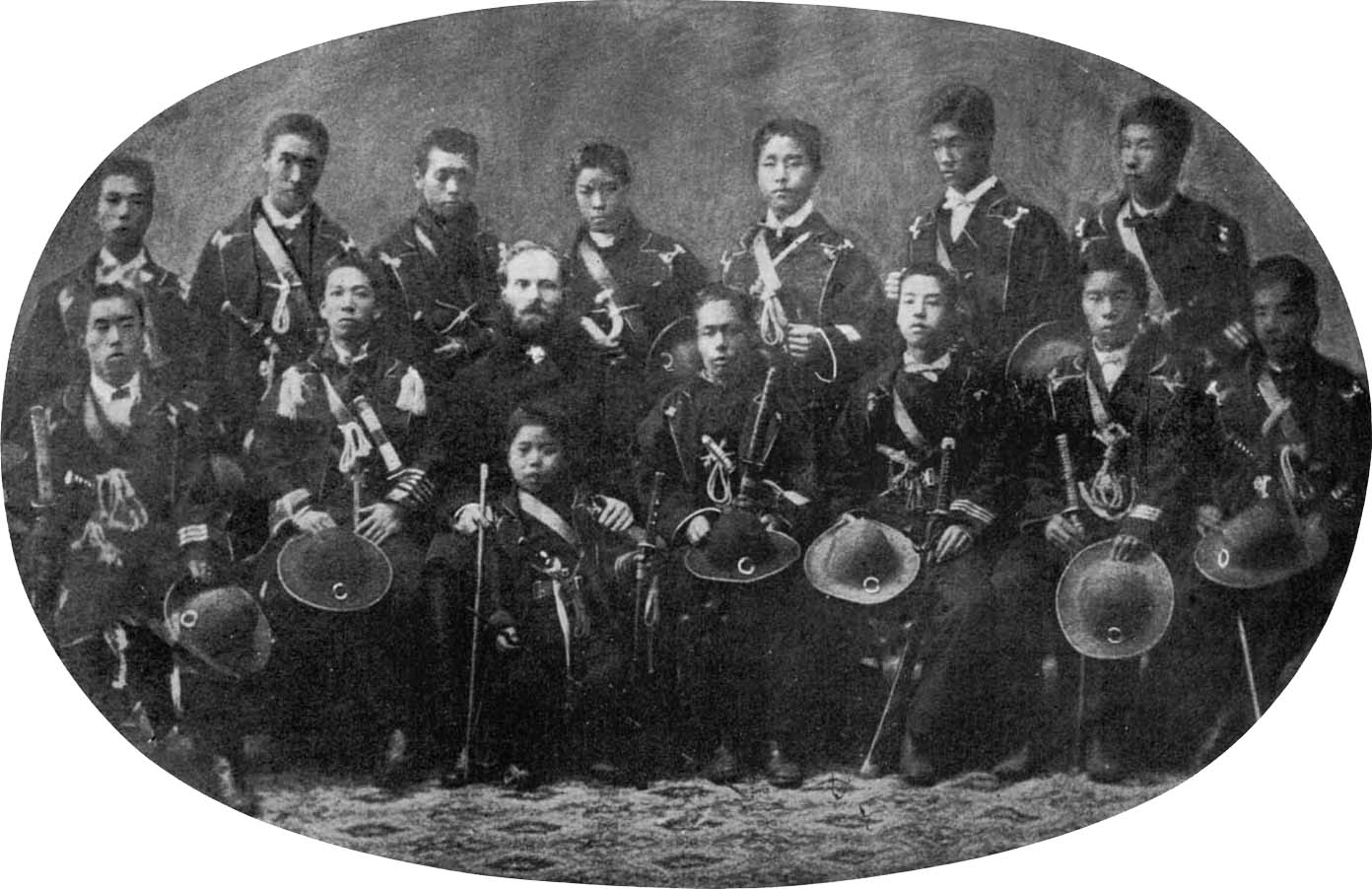
慶応2年（1866年）11月1日英国留学の為出発の途中。
後列向かって右より外山捨八（正一）、林桃三郎（董）、福沢英之助、杉徳三郎、億川一郎、安井真八郎、岩佐源二。
前列向かって右より市川盛三郎、箕作奎吾、成瀬錠五郎、中村敬輔（正直）、レベレンド・ウィリヤム・ロイド、川路太郎（寛堂）、伊東昌之助（岡保義）。
最前列箕作大六（菊池大麓）。

嘉永3年（1850年）、下総佐倉藩（現在の千葉県佐倉市）の蘭方医佐藤泰然・たき夫妻の末子として生まれた。幼少期に佐倉藩の藩校成徳書院（後に千葉県立佐倉高等学校）にて学ぶ。文久2年（1862年）、姉つるの夫で江戸幕府御典医林洞海の養子となり林董三郎と改名、両親と横浜に移り住み初めはアメリカ商社ウォルシュ・ホール商会の館員やアメリカ領事館通訳ジョセフ・ヒコ（浜田彦蔵）から英語を学んだが、本格的な英語を学ばせたい養父の望みで宣教師ジェームス・カーティス・ヘボンのヘボン塾（後の明治学院大学）に通い、クララ夫人から英語や西洋事情を学んだ。また医療と著作活動に献身するヘボンにも影響を受け、後に友人へ送った手紙で彼への深い尊敬を記している。
慶応2年（1866年）、幕府の開成所で行われた留学試験に合格、留学生として川路太郎・中村正直・外山正一・箕作奎吾・大六（後の菊池大麓）兄弟らとイギリスへ渡りユニヴァーシティ・カレッジ・ロンドン、キングス・カレッジ・ロンドンで勉強していたが、慶応4年（明治元年、1868年）6月に幕府滅亡と戊辰戦争勃発のため帰国を命じられ、旅費の工面がつかない所をパリ万国博覧会訪問のためヨーロッパへ来ていた徳川昭武ら使節団に合流、昭武の援助で日本へ帰国した。
帰国後は従兄の山内堤雲と共に縁戚の榎本武揚率いる脱走艦隊に身を投じ、箱館戦争時には佐藤東三郎と名乗った。翌明治2年（1869年）の敗戦後に捕らえられ、弘前藩へ預けられるも黒田清隆の働きかけで明治3年（1870年）4月に釈放、英語教師、駐日アメリカ公使チャールズ・デロングの翻訳官を務めた後、兄松本良順の紹介で陸奥宗光と知り合う。翌4年（1871年）の陸奥の神奈川県知事赴任に伴い横浜へ戻り県庁へ出仕、続いて外務省に転勤して伊藤博文と陸奥の保証で二等書記官に選ばれて岩倉使節団に加わり、再度の外遊へ赴いた。

### 外国公使歴任・日英同盟締結

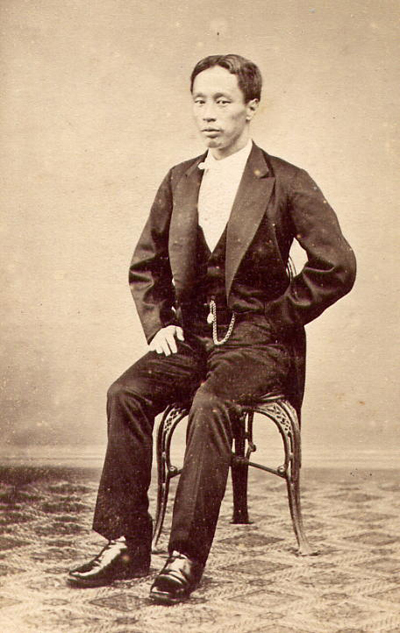
林董（1873年頃）

使節団一行とフランス滞在中、本国の工部省からの要請で工部大学校設立準備のため、外国人教師雇用を命じられた。これは伊藤の盟友で工学校設立を急いでいた工部少輔山尾庸三の指示があり、彼と外国人教師雇用を約束していた伊藤の命令でヘンリー・ダイアーを始めとする外国人教師雇用の交渉をまとめ、明治6年（1873年）5月に使節団より一足先に帰国、工部大輔に昇進した山尾のもとで工部大学校設立に尽力した。以後工部省に移り工部省権大書記官まで進み、明治15年（1882年）に宮内省書記官も兼任、同年の有栖川宮熾仁親王のロシア皇帝アレクサンドル3世戴冠式列席に随行した。戴冠式自体は延期され目的は果たせなかったが、ヨーロッパ訪問中に憲法調査に来ていた伊藤と出会い、オーストリアでローレンツ・フォン・シュタインの講義に伊藤が参加した時に3回同席した。一方で外国本の翻訳・刊行も手掛け、ジョン・スチュアート・ミルの『経済論』、テートの『訓蒙天文略論』、ジェレミ・ベンサムの『刑法論綱』、リーバーの『自治論』などを翻訳・刊行している。
翌明治16年（1883年）に帰国、明治18年（1885年）の伊藤による内閣制度誕生につき工部省が廃止されると、代わりに新設の逓信省へ大書記官として就任、駅逓局長、内信局長を歴任した後、明治21年（1888年）に香川県知事、明治23年（1890年）に兵庫県知事を経験した。明治24年（1891年）に日本を訪問したロシアのニコライ皇太子（後のニコライ2世）の接待と5月に起こった大津事件の処理に関わった。大津事件で第1次松方内閣の外務大臣青木周蔵が引責辞任、旧知の榎本武揚が後任の外相になると、同年6月に外務次官に任じられ外務省へ戻り、榎本の外交を支えた。
続く第2次伊藤内閣の外務大臣に就任した陸奥の下でも次官として外交を支えた。明治28年（1895年）に原敬通商局長らと日清戦争の処理（下関条約）と三国干渉の対応に追われ、病気の陸奥に代わり三国干渉で交渉を担当、5月に清へ特命全権公使として赴任、11月に遼東還付条約を締結した（この間10月に日清戦争の功績で男爵に叙せられる）。明治30年（1897年）に第2次松方内閣下の駐露公使に任命されロシアへ赴任（スウェーデン・ノルウェー特命全権公使も兼任）、明治32年（1899年）のオランダのハーグで開かれた万国平和会議に委員として出席、翌明治33年（1900年）に駐英公使となりイギリスへ移り住んだ。この頃からイギリスとの同盟を主張しており、明治28年5月に『時事新報』でイギリスの同盟を説いていたほか、明治31年（1898年）では朝鮮半島における日本の利益伸長を主張、ロシアから提案された協商の締結を本国へ打診すると共にイギリスとの結びつきも構想していた。

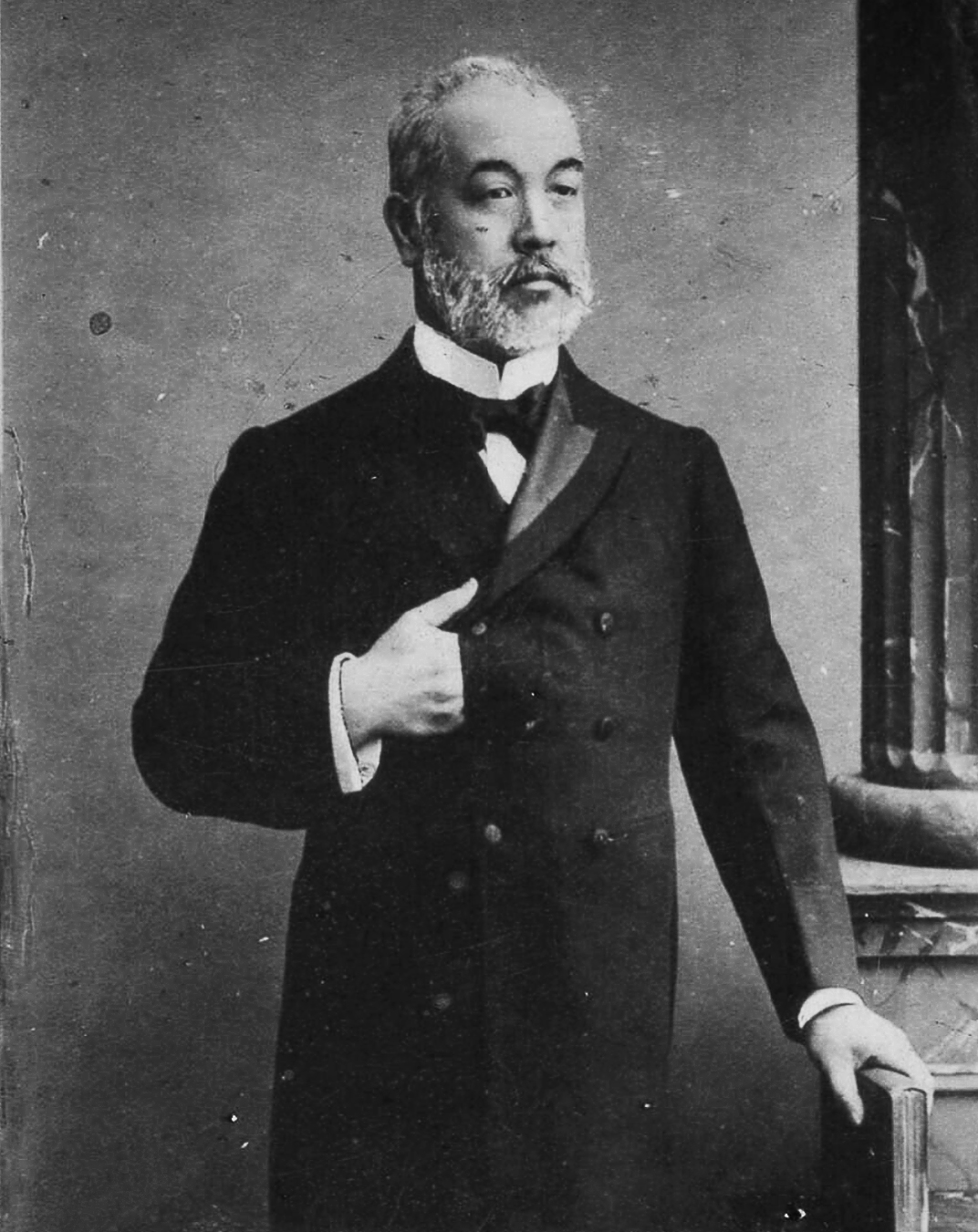
林董（1902年）

明治34年（1901年）、ドイツ代理大使エッカルトシュタインから日独英三国同盟の提案が行われ、これをきっかけにして日英間の交渉が始まった（ドイツ本国はロシアと対抗する不利益を懸念したため離脱）。林は本国の指示でイギリス外務大臣の第5代ランズダウン侯爵ヘンリー・ペティ＝フィッツモーリスと交渉を重ね、明治35年（1902年）1月30日、ロンドンで第一次日英同盟を調印した。この功績で2月に子爵に昇叙されたが、交渉中にロシアと接触していた伊藤の行動に怒り、日英同盟締結直後の3月に本国へ宛てた報告書で伊藤と随行員の都筑馨六への怒りを書き綴ったが、後に伊藤の訪露は止むを得ないことだったと思い直している。
また明治36年（1903年）5月、イギリスのエンパイア・ロッジ・ナンバー2108にてフリーメイソンに入会。翌37年（1904年）には同ロッジのマスター（総責任者）に就任。日本人初のロッジ・マスターとされる。

### 閣僚時代・晩年
日露戦争後の明治38年（1905年）12月2日、ロンドンの在英日本公使館が昇格して大使館となった。それに伴い林は初代駐英大使に任命され、日本の外交官としては初めての特命全権大使となった。同年に第二次日英同盟を締結、明治39年（1906年）に日本へ帰国して西園寺公望首相の下で外務大臣として入閣（第1次西園寺内閣）。この頃には伊藤との関係が修復されたらしく、外相就任には彼と井上馨・山縣有朋ら元老の意向を受けた西園寺の任命があってのことだった。
翌明治40年（1907年）に日仏協約・日露協約・第三次日韓協約と次々締結、列強協調態勢を作り上げた。英露協商の締結もあって日本は三国協商に加わる形で四国協商の一角を担い、この功績により伯爵に叙せられた。ところがアメリカの移民問題で駐米大使になっていた青木周蔵が独断でアメリカと交渉したことに激怒、青木を更迭してアメリカと移民渡航制限（日米紳士協約）を結んだ。かたやナショナリズムが台頭した中国とも満洲善後条約で確認された満洲の利権を巡って対立が生じ、国内でも桂太郎ら政治家たちに非難される中、明治41年（1908年）の倒閣で外相を辞職、明治42年（1909年）から翌43年（1910年）にかけて口述筆記『後は昔の記』を制作・刊行。
明治44年（1911年）に西園寺が再び政権を樹立すると、前回の困難に懲りて外相ではなく逓信大臣として第2次西園寺内閣へ入った。一時外相も臨時の形で兼ねたが、外交は内田康哉が担っていた。大正元年（1912年）に内閣総辞職で引退。翌大正2年（1913年）7月10日に脳溢血のため葉山で死去、享年63。墓所は東京都港区の青山霊園(墓じまいされ立体埋蔵施設2区に移された)と神奈川県大磯町の妙大寺にある。

## 人物
歴史学者由井正臣からは執着に乏しく野心も無いと評されるが、「趣味に豊富に、諸芸に通じ、事物を冷眼に見る」との評もある。また福澤諭吉からも「学者風人物」と評され、飄々とした人柄が指摘される一方、何かこだわりがあったらしく突如激怒することもあったという。外交方針は日英同盟を基軸に据える多角的同盟・協商網を模索することが主眼で、この方針は小村寿太郎とも共通しており、両者のどちらか一方が外相の場合はもう一方が公使または大使として二人三脚で日本外交を進めていった。
慶応2年に幕府留学生に選ばれた理由は、林の回想録によると開成所で行われた英文和訳・和文英訳の試験に合格したからだが、菊池大麓からは留学生の中で初めから英語が話せたと評された。岩倉使節団に選ばれた時も英語力が注目され、英文口訳が流れるほど早く筆記者が追い付かず困るほどだったといわれ、同行した久米邦武からは並外れた能力を驚かれている。藩閥出身では無い林が出世出来たのは才能に目を付けた陸奥の期待による所が大きく、第2次伊藤内閣で外相となった陸奥から外務次官留任の形で重用された。
回想録『後は昔の記』では冷静な観察眼と特定の人物に対する評価が記され、明治24年の大津事件は一部の新聞による反露報道にも責任があったとして当時の記事を挙げている。一方で駐露公使時代に皇帝となったニコライ2世に拝謁、大津事件を思い出して恐縮したり、明治28年に下関条約で清側の交渉全権李鴻章が狙撃された事件（李鴻章狙撃事件）を思い返して暗殺の無益さを批判している。人物評価は青木周蔵・榎本武揚については辛辣で、青木とは肌が合わなかったらしく悪口を露骨に書き、榎本は正直・律儀と長所を挙げながらも思慮がなく人の言う所を承諾する短所も書き「朋友としては此上もなき人なれども、官吏としては共に事を執るに困る人なり」と評している。
陸奥とは明治4年から明治30年まで26年もの長い付き合いがあり、日英通商航海条約締結による不平等条約改正（条約改正）の成功を讃え、「氏は素より温厚篤実の士にあらず。寧ろ捷知を以て自ら誇るの人なれども、理義に明かに人情に通じよく人を恕する」とその人柄を詳細に書き記している。林が陸奥の訃報に接したのは駐露公使赴任中の明治30年8月で、回想録に「生涯最高の知己を失いたり」と嘆いている。両者の長い付き合いは陸奥と林の対称的な性格や、共通した経歴（投獄された経験・非藩閥出身）、国運安泰に全力を尽くす外交官としての姿勢があったからとされる。

## 官歴・履歴
※日付は明治4年まで旧暦

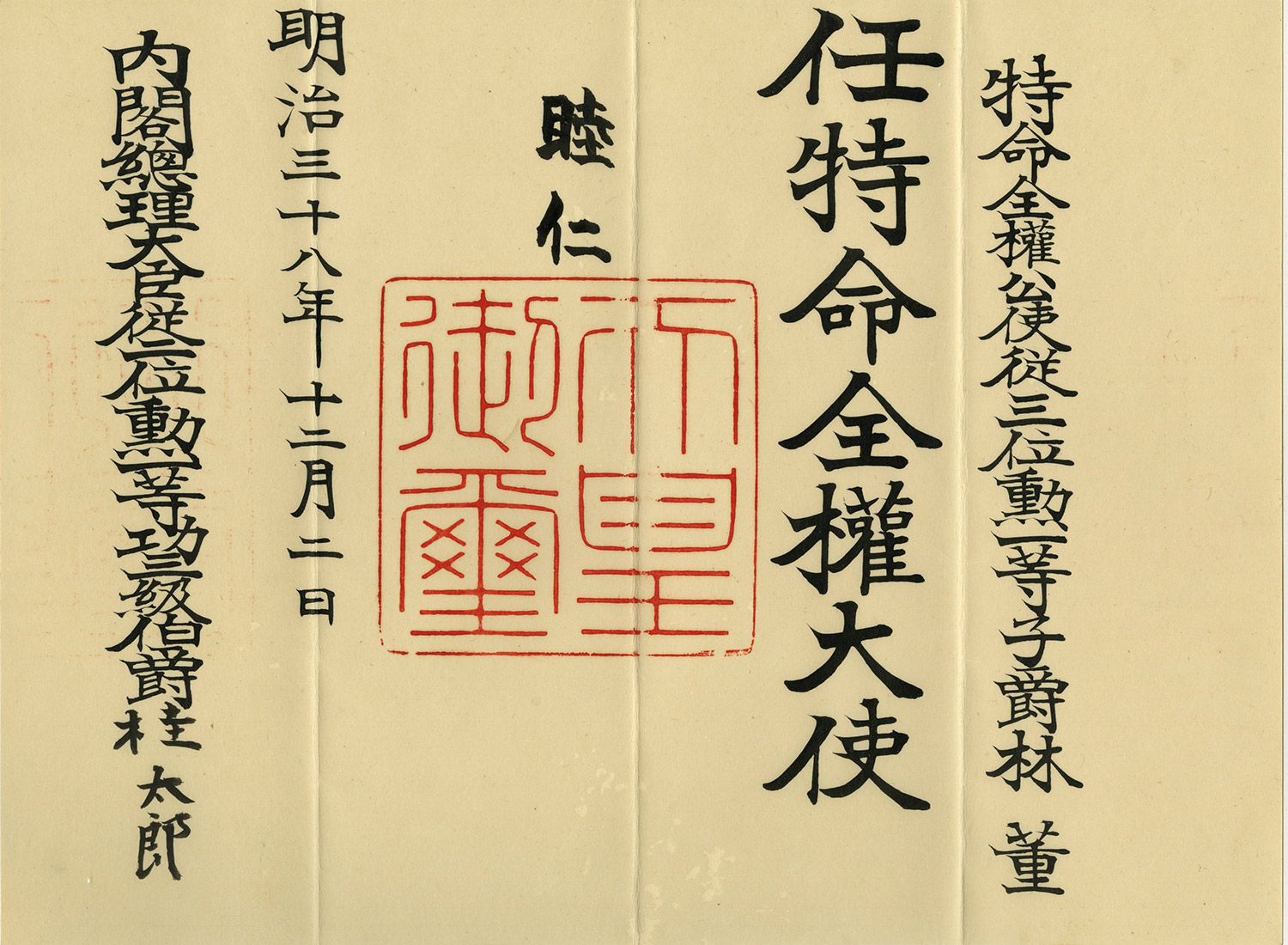
英国駐剳特命全権大使任命状

- 嘉永3年（1850年）2月29日、誕生。幼名信五郎。
- 文久2年（1862年）6月、幕府医家林洞海の養子となり、林董三郎を称す。
- 慶応2年（1866年）10月26日、幕命により英国留学生（キングス・カレッジ・ロンドン）となり、横浜より出航。
- 慶応4年（1868年）6月、横浜に帰航。その後幕府海軍副総裁榎本武揚に従軍し、開陽丸乗組見習となる。8月、蝦夷函館に赴く。
- 明治2年（1869年）5月、蝦夷函館政権降伏し、捕虜となり、弘前藩預けの上、禁錮に処せらる。
- 明治3年（1870年）4月、禁錮の処分を解かれ、横浜に赴く。
- 明治4年（1871年）9月、神奈川県奏仕出仕に就き、維新政府の地方官僚となる（神奈川県知事は陸奥宗光）。10月、岩倉具視遣外使節団（岩倉使節団）随行二等書記官に異動。11月、外務省七等出仕を兼帯（工部大輔伊藤博文へ依頼による）。11月12日、横浜より出航。時に林董三郎を称す。
- 明治6年（1873年）5月、横浜に帰航。6月9日、工部省工学寮の工学助（奏任六等）を兼帯（奏任六等外務省二等書記官）し、工部大学校設立に従事（工部卿は伊藤博文）。
- 年月日不詳、工部寮少丞に異動。
- 年月日不詳、工部省権大書記官に異動。さらに工部省大書記官に異動。
- 明治15年（1882年）4月、奏任四等宮内省大書記官を兼帯（有栖川宮熾仁親王の欧州歴訪随行員となったため）。月日不詳、参事院員外議官補を兼帯。
- 明治16年（1883年）2月、宮内省大書記官の兼帯を解く。
- 明治18年（1885年）12月22日、工部省廃止に伴い、新設の逓信省大書記官に異動。
- 明治19年（1886年）3月3日、高等官（勅任官）二等逓信省駅逓局長に異動（第1次伊藤内閣。逓信大臣は榎本武揚）。
- 明治20年（1887年）3月10日、逓信省内信局長に異動。
- 明治21年（1888年）12月3日、香川県知事に転出。
- 明治23年（1890年）3月、兵庫県知事に転出。
- 明治24年（1891年）6月15日、高等官（勅任官）一等外務次官に転出（第1次松方内閣。外務大臣は榎本武揚）し、外務省総務局長兼帯。8月16日、総務局廃止に伴い、同局長兼帯罷む。
- 明治28年（1895年）5月21日、外務次官の任を終える。任 特命全権公使[38]。6月22日、清国駐剳特命全権公使として着任（第2次伊藤内閣。外務大臣は陸奥宗光）。10月31日、男爵を授爵し、勲一等瑞宝章に叙勲受章。11月8日、遼東還付条約締結。
- 明治28年（1896年）7月21日、日清通商航海条約締結。11月2日、清国駐剳特命全権公使の任を終える。
- 明治30年（1897年）5月25日、露国駐剳特命全権公使として着任（第2次松方内閣。外務大臣は大隈重信）。同日、スウェーデン並びにノルウェーの特命全権公使を兼帯。
- 明治32年（1899年）9月5日、露国駐剳特命全権公使・スウェーデン並びにノルウェーの特命全権公使の任を終える。12月27日、勲一等旭日大綬章に叙勲受章。
- 明治33年（1900年）7月6日、英国駐剳特命全権公使として着任（第2次山縣内閣。外務大臣は青木周蔵）。
- 明治34年（1901年）7月21日段階で従三位。
- 明治35年（1902年）2月27日、子爵に昇叙。第一次日英同盟締結に活躍し成功を得る。
- 明治37年（1904年）、不平等条約の改正外交に現場として活躍。
- 明治38年（1905年）12月2日、駐英公使が大使に昇格するに伴い、英国駐剳特命全権大使となる（第1次桂内閣。外務大臣は小村寿太郎）。第二次日英同盟締結に活躍。
- 明治39年（1906年）3月19日、英国駐剳特命全権大使の任を終える。　4月1日、勲一等旭日桐花大綬章に叙勲受章。5月19日、外務大臣として入閣（第1次西園寺内閣）。以後、日仏協約・日露協約・第三次日韓協約（反故条約）締結に及ぶ。
- 明治40年（1907年）9月14日、伯爵に昇叙。
- 明治41年（1908年）7月14日、西園寺内閣総辞職に伴い、外務大臣を辞す。
- 明治43年（1910年）5月段階で正三位。
- 明治44年（1911年）8月30日、逓信大臣（第2次西園寺公望内閣）となり、外務大臣を臨時兼任。10月16日、外務大臣臨時兼任を解く。
- 大正元年（1912年）12月5日、西園寺内閣総辞職に伴い、逓信大臣を辞す。

## 栄典
位階
- 1873年（明治6年）11月15日 - 正六位[39]
- 1886年（明治19年）11月16日 - 正五位[40]
- 1888年（明治21年）12月6日 - 従四位[41]
- 1893年（明治26年）12月27日 - 正四位[42]
- 1899年（明治32年）12月20日 - 従三位[43]
- 1906年（明治39年）10月20日 - 正三位[44]
- 1913年（大正2年）7月10日 - 従二位[45]

爵位
- 1895年（明治28年）10月31日 - 男爵[46]
- 1902年（明治35年）2月27日 - 子爵[47]
- 1907年（明治40年）9月14日 - 伯爵[48]

勲章等
| 受章年                     | 略綬 | 勲章名                   | 備考 |
| -------------------------- | ---- | ------------------------ | ---- |
| 1887年（明治20年）11月25日 |      | 勲四等旭日小綬章         |      |
| 1889年（明治22年）11月25日 |      | 大日本帝国憲法発布記念章 |      |
| 1895年（明治28年）10月31日 |      | 勲一等瑞宝章             |      |
| 1899年（明治32年）12月27日 |      | 旭日大綬章               |      |
| 1906年（明治39年）4月1日   |      | 旭日桐花大綬章           |      |
| 1912年（大正元年）8月1日   |      | 韓国併合記念章           |      |

外国勲章佩用允許
| 受章年                     | 国籍         | 略綬 | 勲章名             | 備考 |
| -------------------------- | ------------ | ---- | ------------------ | ---- |
| 1891年（明治24年）8月1日   | オスマン帝国 |      | 美治慈恵第二等勲章 |      |
| 1891年（明治24年）10月29日 | ハワイ王国   |      | 王冠第一等勲章     |      |
| 1896年（明治29年）12月17日 | 大清帝国     |      | 頭等第三双竜宝星   |      |
| 1901年（明治34年）6月22日  | ロシア帝国   |      | 白鷲大綬章         |      |
| 1907年（明治40年）7月27日  | 大韓帝国     |      | 大勲位瑞星大綬章   |      |
| 1910年（明治43年）2月14日  | ロシア帝国   |      | 赤十字有功章       |      |

## 家族
『平成新修旧華族家系大成』と『近代日本の万能人・榎本武揚』と『蘭医佐藤泰然』を参照。
- 実父：佐藤泰然
- 実母：たき
- 実兄：山村惣三郎・松本良順
- 義兄：佐藤尚中 - 父の養嗣子
- 実姉：きわ - 三沢精確（良益）に嫁ぐ
- 姪婿：三沢元衛（今村信行弟）・緒方惟準（緒方洪庵次男）・箕作麟祥・田村初太郎 - きわ・三沢精確夫妻の娘きみ・よしえ・もと・さく姉妹の夫
- 養父・義兄：林洞海
- 養母・実姉：つる
- 義兄弟・甥：林研海・西紳六郎 - 洞海・つる夫妻の実子
- 義兄弟・姪婿：榎本武揚・赤松則良 - 洞海・つる夫妻の娘たつ・さだ姉妹の夫
- 従兄弟：山内作左衛門・山内堤雲 - 父の姉妹の息子、堤雲は妻の姉の夫で義兄でもある
- 妻：操（1858年 - 1942年） - 蒲生重民の娘、山内作左衛門の養女
- 長女：菊（1874年 - 1968年） - 福澤諭吉の次男・福澤捨次郎（時事新報社長）に嫁ぐ
- 長男：雅之助（1877年 - 1958年） - 伯爵位を継承。娘婿に潮田勢吉、小室雅夫（小室信夫の孫）。妻ユキ（横山岩二郎二女）は川崎正蔵の養女[62]。
- 孫：岩崎忠雄（1909年 - 1990年） - 雅之助の長男、岩崎小弥太の婿養子
- 義孫：岩崎淑子（1913年 - 1994年） - 岩崎俊弥の次女、岩崎小弥太の姪で養女、忠雄の妻

## 著書
- 『有栖川二品親王欧米巡遊日記』（編）回春堂、1883年。
- 『後は昔の記』時事新報社、1910年。
- 『後は昔の記他 林董回顧録』（由井正臣校注、平凡社東洋文庫、1970年）

### 翻訳
- ジョン・スチュアート・ミル『彌児經濟論』吉松四郎、1875年
- テート『訓蒙天文略論』島村利助、1876年
- ホンフレー・プリドウ『馬哈黙（マホメット）伝』干河岸貫一、1886年
- 賓雑吾（ベンサム）『刑法論綱』干河岸貫一、1879年
  - 日本立法資料全集 別巻 406　信山社出版、2006年
- 『泰西政史』抄訳 回春堂、1881年
- マキァヴエリ『羅馬史論』博文館、1906年
- 『修養の模範』訳編 丙午出版社、1909年